# Lyonia truncata
Lyonia truncata là một loài thực vật có hoa trong họ Thạch nam. Loài này được Urb. mô tả khoa học đầu tiên năm 1912.

## Hình ảnh

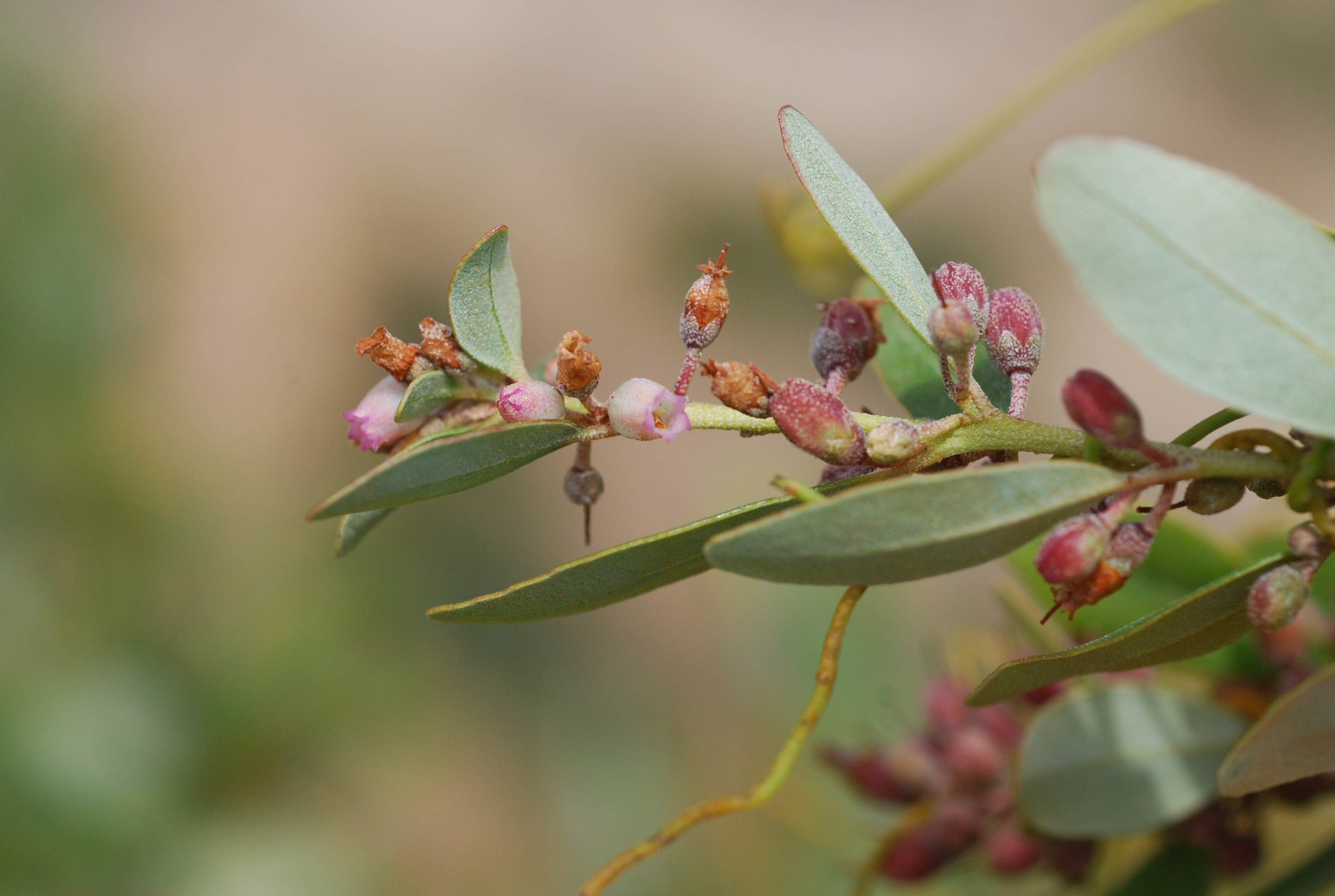
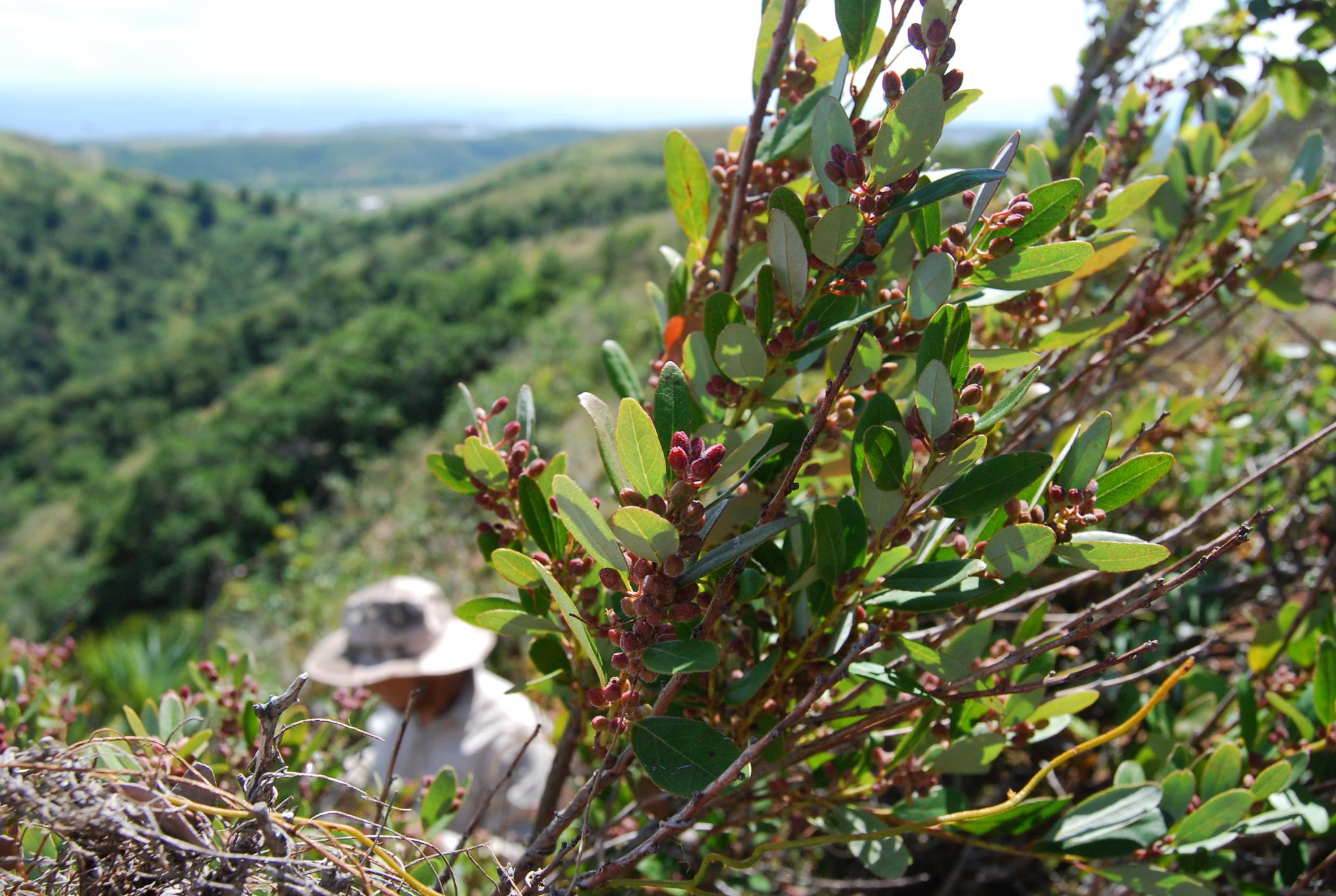